# Avontuur tussen de sterren
Avontuur tussen de sterren is een sciencefictionroman uit 1950 van de Canadese schrijver A.E. van Vogt. Het werd in 1966 uitgegeven bij de uitgeverij Het Spectrum in hun Prisma Pocketsreeks onder nummer 1220 tegen een kostprijs van 1,90 gulden. 
De oorspronkelijke Engelstalige titel The Voyage of the Space Beagle is een verwijzing naar The Voyage of the Beagle. Het Spectrum nam die verwijzing in eerste instantie niet over. Toen J.M. Meulenhoff haar versie uitgaf in 1976 (in de dubbelroman met De heelalmakers) werd het uitgegeven onder de titel De reis van de Space Beagle, waarin die verwijzing wel zichtbaar is. De M=SF-serie van Meulenhoff gebruikte daarbij dezelfde vertaling, door bundeling werd de prijs 11,50 gulden. De Beagle had een bemanning op zoek naar ontdekkingen op een oneindig lijkende Aarde, de bemanning van de Space Beagle is op zoek naar ontdekkingen binnen het oneindige heelal.

## Verhaal
De roman bestaat in wezen uit vier losse verhalen, die enigszins zijn aangepast om er een doorlopend avontuur van te maken. De aanduiding van die verhalen ontbreekt in de Nederlandse versie, maar aan de hand van de verhaallijnen kan een volgende indeling gemaakt worden:
- het ruimteschip treft het monster Coerl; dat verhaal getiteld Black destroyer verscheen in juli 1939 in blad Astounding en is terug te vinden in de hoofdstukken I tot en met 6; het verhaal waarin een katachtig monster op zoek is naar zijn voedsel bestaande uit 'id', wordt gezien als Van Vogt’s eerste gepubliceerd verhaal
- interne strubbelingen aan boord van het ruimteschip, dat in mei 1950 verscheen in het blad Other worlds onder de titel War of nerves gaat over dreigende tegenstellingen in het personeel aanboord; wie grijpt er de macht (hoofdstukken 7 tot en met 12)
- opnieuw een gevecht met een ruimtemonster, Ixtl; voor het eerst afgedrukt in december 1939 door Astounding onder de titel Discord in scarlet; het zou het tweede gepubliceerde verhaal van Van Vogt zijn (13 tot en met 22)
- opnieuw een machtsstrijd aan boord, voor het eerst afgedrukt in 1943 in Astounding onder de titel M33 in Andromeda; het nut van het instellen van een alleenheerser in de leiding van het ruimteschip om tegenstand te kunnen bieden aan een grote vijand.

De aangekaarte onderwerpen werden later (deels) overgenomen in andere sciencefictionuitingen. Van Vogt vond het monster uit de filmreeks Alien zo op Iztl lijken, dat hij een dreigde een proces aan te spannen vanwege plagiaat; de zaak werd geschikt waarbij het resultaat niet naar buiten werd gebracht. Het thema van Coerl zou later terugkomen in de eerste aflevering van Star Trek: The Original Series, The man trap. 